# Ognjen Cvitan
Ognjen Cvitan (né le 10 octobre 1961) est un grand maître yougoslave puis croate du jeu d'échecs.

## Biographie
En 1981, il remporte le Championnat du monde d'échecs junior et obtient le titre de grand maître international en 1987.
Cvitan défend les couleurs de la Yougoslavie lors de l'Olympiade d'échecs de 1990 ; et de la Croatie lors des olympiades de 1992, 1994, 1996, 2000, 2002, 2004 et 2006.

Lors de l'olympiade de Manille en 1992, il remporte la médaille d'or au sixième échiquier.
Il est aussi membre de l'équipe de Croatie lors du championnat du monde par équipes en 1997.
Il remporte les tournois de Vršac en 1989, de Zadar et Rijeka en 2001 et termine premier ex aequo à Bâle en 1999.
Au 1er mars 2013, son classement Elo est de 2 561.